# Aspila katerinae
Aspila katerinae là một loài bướm đêm trong họ Noctuidae.